# فلويد ريا
فلويد ريا (بالإنجليزية: Floyd Rhea)‏ هو لاعب كرة قدم أمريكية أمريكي، ولد في 21 سبتمبر 1920 في Rhea, Arkansas ‏ في الولايات المتحدة، وتوفي في 12 ديسمبر 2010 في سيل بيتش في الولايات المتحدة.